# Diachlorus flavipennis
Diachlorus flavipennis är en tvåvingeart som först beskrevs av Macquart 1850.  Diachlorus flavipennis ingår i släktet Diachlorus och familjen bromsar. Inga underarter finns listade i Catalogue of Life.